# پرستوهای آمریکای جنوبی
پرستوهای آمریکای جنوبی (نام علمی: Atticora) یک سرده از پرندگان از خانواده پرستویان Hirundinidae است که در آمریکای جنوبی یافت می‌شود.
این سرده سه گونه دارد.
| نگاره | نام رایج        | نام علمی          | پراکندگی                                                                    |  |
| ----- | --------------- | ----------------- | --------------------------------------------------------------------------- |  |
|       | پرستوی نوارسفید | Atticora fasciata | بولیوی، برزیل، کلمبیا، اکوادور، گویان فرانسه، گویان، پرو، سورینام و ونزوئلا |  |
|       | پرستوی سرسیاه   | Atticora pileata  | جنوب مکزیک تا غرب السالوادو                                                 |  |
|       | پرستوی ران‌سفید  | Atticora tibialis | پاناما به غرب اکوادور، غرب آمازون                                           |  |